# Joaquín Niemann
Joaquín Niemann, né le 7 novembre 1998 à Santiago, est un golfeur chilien. Il prend part au circuit de la PGA Tour depuis 2018 et y compte deux victoires avant de rejoindre le LIV Golf en août 2022 pour 100 millions de dollars.

## Biographie

### 2022: Départ du PGA Tour pour le LIV Golf
En 2022, Joaquín Niemann occupe la 16e place mondial dans l'Official World Golf Ranking. Le fonds public d'investissement d'Arabie saoudite (PIF) dont le directeur est Yasir Al-Rumayyan décide de lancer une nouveau circuit professionnel de golf masculin nommé LIV Golf et porté par l'ancien golfeur australien Greg Norman en sélectionnant ses joueurs à base de contrats annuels comme une ligue dissidente à la PGA Tour. Ce projet a pour ambition de redorer l'image de l'Arabie saoudite. Séduit par l'aspect financier de ce projet, Joaquín Niemann décide de quitter le PGA Tour pour le LIV Golf contre un chèque de 100 millions de dollars. Il accompagne ainsi d'autres golfeurs de renom ayant opté pour ce même choix en août 2022 tels Cameron Smith, Bryson DeChambeau, Branden Grace, Henrik Stenson, Phil Mickelson, Dustin Johnson, Patrick Reed, Martin Kaymer, Ian Poulter, Louis Oosthuizen et Brooks Koepka.
En début de saison 2024 du LIV Golf, il s'octroie deux des trois premiers tournois du calendrier en remportant le LIV Golf Mayakoba et le LIV Golf Jeddah. Ses succès, malgré un recul au classement mondial en raison de la non prise en compte par l'Official World Golf Ranking des performances du LIV Golf, lui permettent de recevoir des invitations aux éditions 2024 du Masters d'Augusta et au Championnat de la PGA.

## Palmarès

### Victoires professionnelles
Il remporte ses six premières victoires professionnelles en tant qu'amateur.
| N° | Date       | Circuit principal | Tournoi                              | Score           | Par  | Marge    | Finaliste                         |
| -- | ---------- | ----------------- | ------------------------------------ | --------------- | ---- | -------- | --------------------------------- |
| 1  | 13/11/2016 | Chile T           | Abierto Las Brisas de Santo Domingo  | 68-68-73=209    | - 7  | 1 coup   | Juan Cerda Hugo León              |
| 2  | 29/01/2017 | Chile T           | Abierto de Granadilla                | 66-64-70-72=272 | - 16 | 5 coups  | Antonio Costa                     |
| 3  | 26/03/2017 | Chile T           | Abierto Los Lirios                   | 67-67-67-69=270 | - 18 | 9 coups  | Luis Figueroa                     |
| 4  | 10/09/2017 | Chile T           | Abierto Las Brisas de Chicureo       | 66-69-68=203    | - 13 | 1 coup   | Juan Cerda                        |
| 5  | 16/12/2017 | Chile T           | Abierto Club de Polo                 | 66-65-70=201    | - 15 | Playoff  | Mito Pereira                      |
| 6  | 11/03/2018 | Chile T           | Abierto La Dehesa                    | 64-69-68=201    | - 15 | 5 coups  | Matías Calderón Ignacio Marino    |
| 7  | 02/12/2018 | Chile T           | Abierto Club de Golf Los Leones      | 63-68-66-66=263 | - 25 | 14 coups | Mito Pereira                      |
| 8  | 15/09/2019 | PGA               | A Military Tribute at The Greenbrier | 65-62-68-64=259 | - 21 | 6 coups  | Tom Hoge                          |
| 9  | 20/02/2022 | PGA               | Genesis Invitational                 | 63-63-68-71=265 | - 19 | 2 coups  | Collin Morikawa Cameron Young     |
| 10 | 03/12/2023 | DP World Tour     | ISPS Handa Australian Open           | 66-69-70-66=271 | - 14 | Playoff  | Rikuya Hoshino                    |
| 11 | 04/02/2024 | LIV Golf          | LIV Golf Mayakoba                    | 59-72-70=201    | - 12 | Playoff  | Sergio García                     |
| 12 | 03/03/2024 | LIV Golf          | LIV Golf Jeddah                      | 63-64-66=193    | - 17 | 4 coups  | Louis Oosthuizen Charl Schwartzel |
| 13 | 07/12/2024 | Asian Tour        | PIF Saudi International              | 65-66-65-67=263 | - 21 | Playoff  | Cameron Smith Caleb Surratt       |
| 14 | 16/02/2025 | LIV Golf          | LIV Golf Adelaide                    | 67-71-65=203    | - 13 | 3 coups  | Abraham Ancer Carlos Ortiz        |
| 15 | 16/03/2025 | LIV Golf          | LIV Golf Singapore                   | 67-64-65=196    | - 17 | 5 coups  | Brooks Koepka                     |
| 16 | 27/04/2025 | LIV Golf          | LIV Golf Mexico                      | 68-64-65=197    | - 16 | 3 coups  | Bryson DeChambeau Lucas Herbert   |